# Jenny from the Block
"Jenny from the Block" là một bài hát của nghệ sĩ thu âm người Mỹ Jennifer Lopez hợp tác với những rapper người Mỹ Styles P và Jadakiss thuộc nhóm nhạc The Lox nằm trong album phòng thu thứ ba của cô, This Is Me... Then (2002). Nó được phát hành vào ngày 26 tháng 9 năm 2002 như là đĩa đơn đầu tiên trích từ album bởi Epic Records. Bài hát được đồng viết lời bởi ba nghệ sĩ và Mr. Deyo với những nhà sản xuất của nó Troy Oliver, Cory Rooney cũng như Samuel Barnes và Jean Claude Olivier thuộc đội sản xuất Trackmasters, trong đó sử dụng đoạn nhạc mẫu từ bài hát năm 1975 của 20th Century Steel Band "Heaven and Hell Is on Earth" được viết lời bởi Michael Oliver, bài hát năm 1975 của Barrabás "Hi-Jack" được viết lời bởi Fernando Arbex và bài hát năm 1987 của Boogie Down Productions "South Bronx" được viết lời bởi Lawrence Parker và Scott Sterling. Nó cũng chứa một đoạn nhạc mẫu không được công nhận từ bài hát năm 1999 của The Beatnuts "Watch Out Now", và họ đã công khai chỉ trích Epic Records và Lopez thông qua việc phát hành một bài hát mang tên "Confused Rappers". "Jenny from the Block" là một bản Old school hip hop và R&B mang nội dung đề cập đến việc Lopez khẳng định sẽ không thay đổi bản thân mặc dù đã trở nên nổi tiếng và giàu có, và không bao giờ quên đi nguồn gốc và nơi cô trưởng thành, The Bronx.
Trước khi phát hành This Is Me... Then, Lopez mong muốn phát hành "I'm Glad" làm đĩa đơn đầu tiên cho album nhưng vấp phải sự phản đối từ giám đốc điều hành Sony Music Tommy Mottola, người cho rằng nên ưu tiên phát hành trước "Jenny from the Block" sau khi nhận thấy những tiềm năng lớn của nó. Sau đó, Mottola đã chủ động làm rò rỉ bài hát và phiên bản hoàn chỉnh của nó bắt đầu xuất hiện tràn lan trên mạng Internet, dẫn đến việc phải gấp rút thay đổi kế hoạch phát hành album cũng như đĩa đơn sớm hơn dự định. Sau khi phát hành, "Jenny from the Block" nhận được những phản ứng trái chiều từ các nhà phê bình âm nhạc, trong đó họ đánh giá cao quá trình sản xuất và chủ đề của nó, nhưng cũng vấp phải nhiều chỉ trích xung quanh nội dung lời bài hát bị cho là "ngớ ngẩn" và "buồn cười". Tuy nhiên, bài hát đã gặt hái những thành công vượt trội về mặt thương mại, đứng đầu các bảng xếp hạng ở Canada và Hungary, và lọt vào top 10 ở hầu hết những quốc gia nó xuất hiện, bao gồm vươn đến top 5 ở nhiều thị trường lớn như Úc, Đan Mạch, Pháp, Ý, Hà Lan, Na Uy, Ba Lan, Tây Ban Nha, Thụy Sĩ và Vương quốc Anh. Tại Hoa Kỳ, nó đạt vị trí thứ ba trên bảng xếp hạng Billboard Hot 100 trong ba tuần liên tiếp, trở thành đĩa đơn thứ năm trong sự nghiệp của Lopez vươn đến top 5 tại đây.
Video ca nhạc cho "Jenny from the Block" được đạo diễn bởi Francis Lawrence với sự tham gia diễn xuất từ bạn trai lúc bấy giờ của Lopez Ben Affleck, trong đó tập trung khai thác câu chuyện về việc những phương tiện truyền thông và báo lá cải liên tục xâm phạm cuộc sống đời tư của nữ ca sĩ, đặc biệt trong mối quan hệ giữa cô với Affleck. Nó đã vấp phải nhiều tranh cãi xung quanh một số cảnh quay tình cảm của cặp đôi được thuật lại qua quan điểm của những tay săn ảnh, và thậm chí khiến Affleck thừa nhận rằng video đã gần như "hủy hoại sự nghiệp" của anh. Để quảng bá bài hát, Lopez đã trình diễn "Jenny from the Block" trên nhiều chương trình truyền hình và lễ trao giải lớn, bao gồm CD:UK, Today và Top Of The Pops, cũng như trong nhiều chuyến lưu diễn của cô. Được ghi nhận là bài hát trứ danh trong sự nghiệp của Lopez, bài hát đã được hát lại và sử dụng làm nhạc mẫu bởi nhiều nghệ sĩ, như Taylor Swift, Becky G, Oscar and the Wolf, Zebrahead và PartyNextDoor, cũng như tạo nên nguồn cảm hứng cho những tác phẩm của Gwen Stefani, Faith Hill và Fergie. Ngoài ra, bài hát còn được trích dẫn nhiều lần trong nền văn hóa đại chúng bởi một số nghệ sĩ, như Iggy Azalea, Cardi B và Ricky Gervais, đồng thời Lopez cũng thường xuyên được gọi là Jenny from the Block trên các phương tiện truyền thông.

## Danh sách bài hát
Đĩa CD tại châu Âu
1. "Jenny From The Block" – 3:09
2. "Jenny From The Block" (Bronx phối lại không Rap chỉnh sửa) – 2:50

Đĩa CD #1 tại Anh quốc
1. "Jenny From The Block" (Bronx phối lại không Rap chỉnh sửa) – 2:50
2. "Alive" (Thunderpuss Radio phối) – 4:12
3. "Play" (Thunderpuss Club phối) – 8:18

Đĩa CD #2 tại Anh quốc
1. "Jenny From The Block" – 3:08
2. "Jenny From The Block" (Bronx không lời) – 3:07
3. "Love Don't Cost a Thing" (HQ2 Club Vocal phối) – 10:54

## Xếp hạng
| Bảng xếp hạng (2002-03)                  | Vị trí cao nhất |
| ---------------------------------------- | --------------- |
| Úc (ARIA)                                | 5               |
| Áo (Ö3 Austria Top 40)                   | 7               |
| Bỉ (Ultratop 50 Flanders)                | 7               |
| Bỉ (Ultratop 50 Wallonia)                | 6               |
| Brazil (ABPD)                            | 2               |
| Canada (Canadian Singles Chart)          | 1               |
| Đan Mạch (Tracklisten)                   | 3               |
| Châu Âu Hot 100 Singles (Billboard)      | 4               |
| Phần Lan (Suomen virallinen lista)       | 18              |
| Pháp (SNEP)                              | 5               |
| Đức (Official German Charts)             | 7               |
| Hungary (Rádiós Top 40)                  | 1               |
| Ireland (IRMA)                           | 12              |
| Ý (FIMI)                                 | 4               |
| Hà Lan (Dutch Top 40)                    | 3               |
| Hà Lan (Single Top 100)                  | 4               |
| New Zealand (Recorded Music NZ)          | 6               |
| Na Uy (VG-lista)                         | 5               |
| Ba Lan (Polish Singles Chart)            | 2               |
| Romania (Romanian Top 100)               | 4               |
| Scotland (OCC)                           | 8               |
| Thụy Điển (Sverigetopplistan)            | 7               |
| Thụy Sĩ (Schweizer Hitparade)            | 4               |
| Anh Quốc (OCC)                           | 3               |
| Hoa Kỳ Billboard Hot 100                 | 3               |
| Hoa Kỳ Pop Airplay (Billboard)           | 2               |
| Hoa Kỳ Hot R&B/Hip-Hop Songs (Billboard) | 22              |
| Hoa Kỳ Rhythmic (Billboard)              | 3               |

| Bảng xếp hạng (2002)                 | Vị trí |
| ------------------------------------ | ------ |
| Belgium (Ultratop 50 Wallonia)       | 84     |
| Finland (Suomen virallinen lista)    | 3      |
| France (SNEP)                        | 67     |
| Japan (Tokyo Hot 100)                | 11     |
| Netherlands (Dutch Top 40)           | 92     |
| Netherlands (Single Top 100)         | 78     |
| Norway Autumn Period (VG-lista)      | 10     |
| Sweden (Sverigetopplistan)           | 100    |
| Switzerland (Schweizer Hitparade)    | 72     |
| UK Singles (Official Charts Company) | 100    |
| Bảng xếp hạng (2003)                 | Vị trí |
| Australia (ARIA)                     | 32     |
| Australia Urban (ARIA)               | 17     |
| Austria (Ö3 Austria Top 75)          | 60     |
| Belgium (Ultratop 40 Wallonia)       | 61     |
| Europe (European Hot 100 Singles)    | 27     |
| France (SNEP)                        | 69     |
| Germany (Official German Charts)     | 64     |
| Italy (FIMI)                         | 16     |
| Netherlands (Dutch Top 40)           | 88     |
| Netherlands (Single Top 100)         | 90     |
| Sweden (Sverigetopplistan)           | 73     |
| Switzerland (Schweizer Hitparade)    | 82     |
| US Billboard Hot 100                 | 55     |

## Chứng nhận
| Quốc gia | Chứng nhận | Số đơn vị/doanh số chứng nhận |
| --- | ---------- | ----------------------------- |
| Úc (ARIA) | Bạch kim   | 70.000^                       |
| Bỉ (BEA) | Vàng       | 25.000*                       |
| Pháp (SNEP) | Vàng       | 250.000*                      |
| New Zealand (RMNZ) | Vàng       | 5.000*                        |
| Na Uy (IFPI) | Bạch kim   | 0*                            |
| Thụy Sĩ (IFPI) | Vàng       | 20.000^                       |
| Anh Quốc (BPI) | Bạc        | 200.000‡                      |
| * Chứng nhận dựa theo doanh số tiêu thụ. ^ Chứng nhận dựa theo doanh số nhập hàng. ‡ Chứng nhận dựa theo doanh số tiêu thụ và phát trực tuyến. |            |                               |